# Gagea villosa
Espèce
La Gagée des champs (Gagea villosa), est une petite plante à bulbe du genre des gagées et de la famille des Liliacées.

## Description
La Gagée des champs, ou gagée velue à Genève, produit des fleurs jaunes de 8 à 15 mm à six tépales libres formant une étoile. Les feuilles sont à nervures parallèles. Haute de 10 à 20 cm, elle se différencie des autres gagées par la pilosité soyeuse de sa tige, de ses pédicelles floraux et de l’extrémité de ses pétales. Ses feuilles basales sont fines (1 à 2 mm) et jusqu'à 3 mm en cours de floraison, au nombre de deux, sillonnées et plus longues que la tige.

## Statut de protection
Elle est inscrite dans la liste des espèces végétales protégées sur l'ensemble du territoire français métropolitain en Annexe 1 (espèces strictement protégées).

## Habitat
Elle pousse dans les champs des étages collinéens et montagnards. Elle est adventice des cultures extensives.

## Illustrations

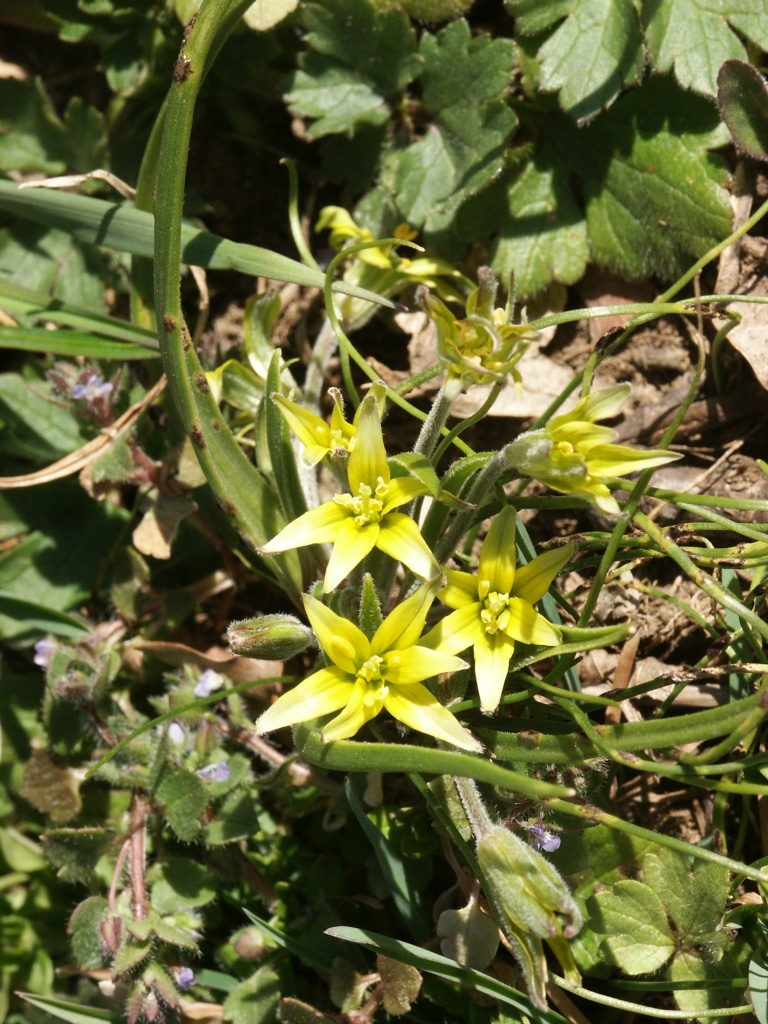
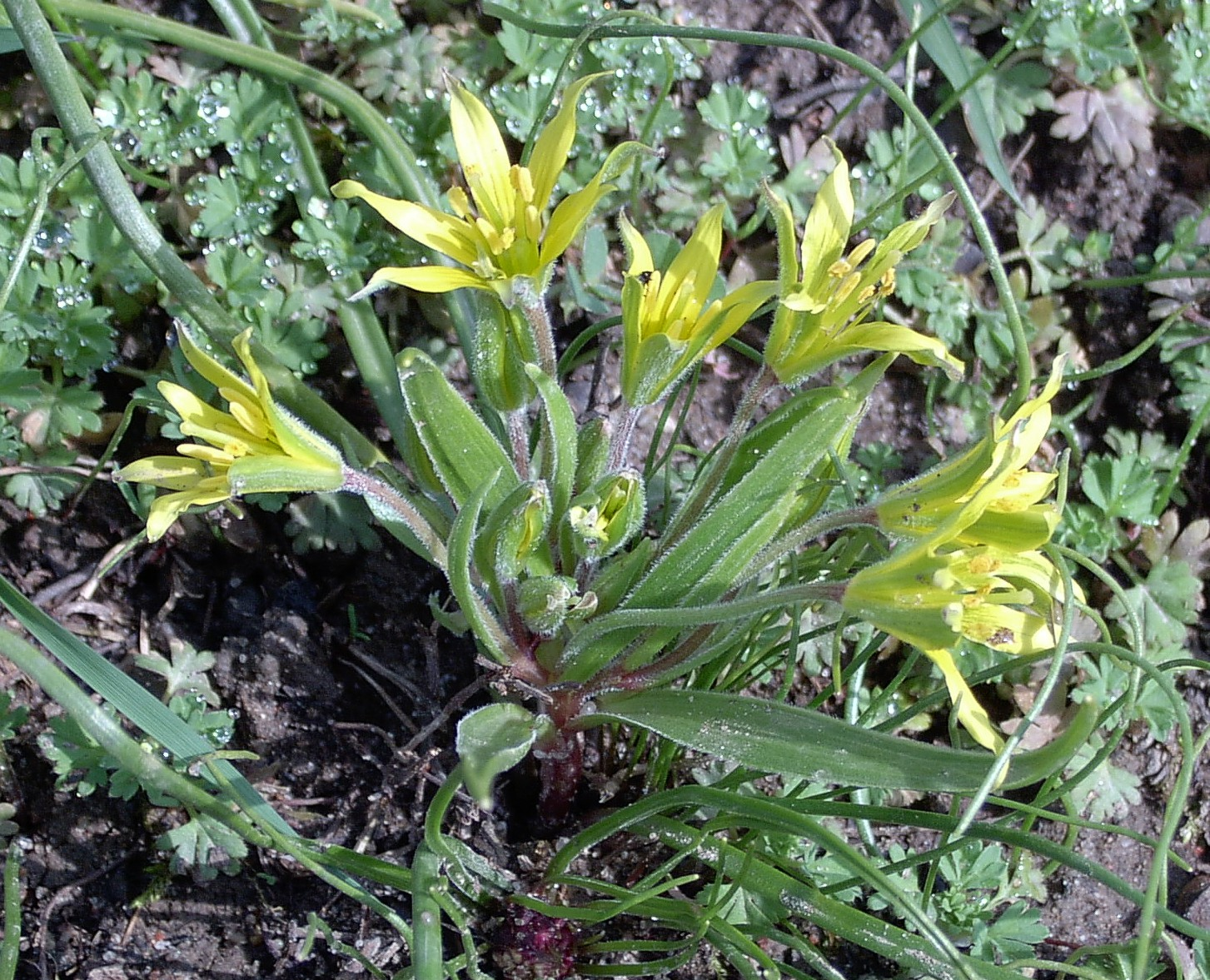
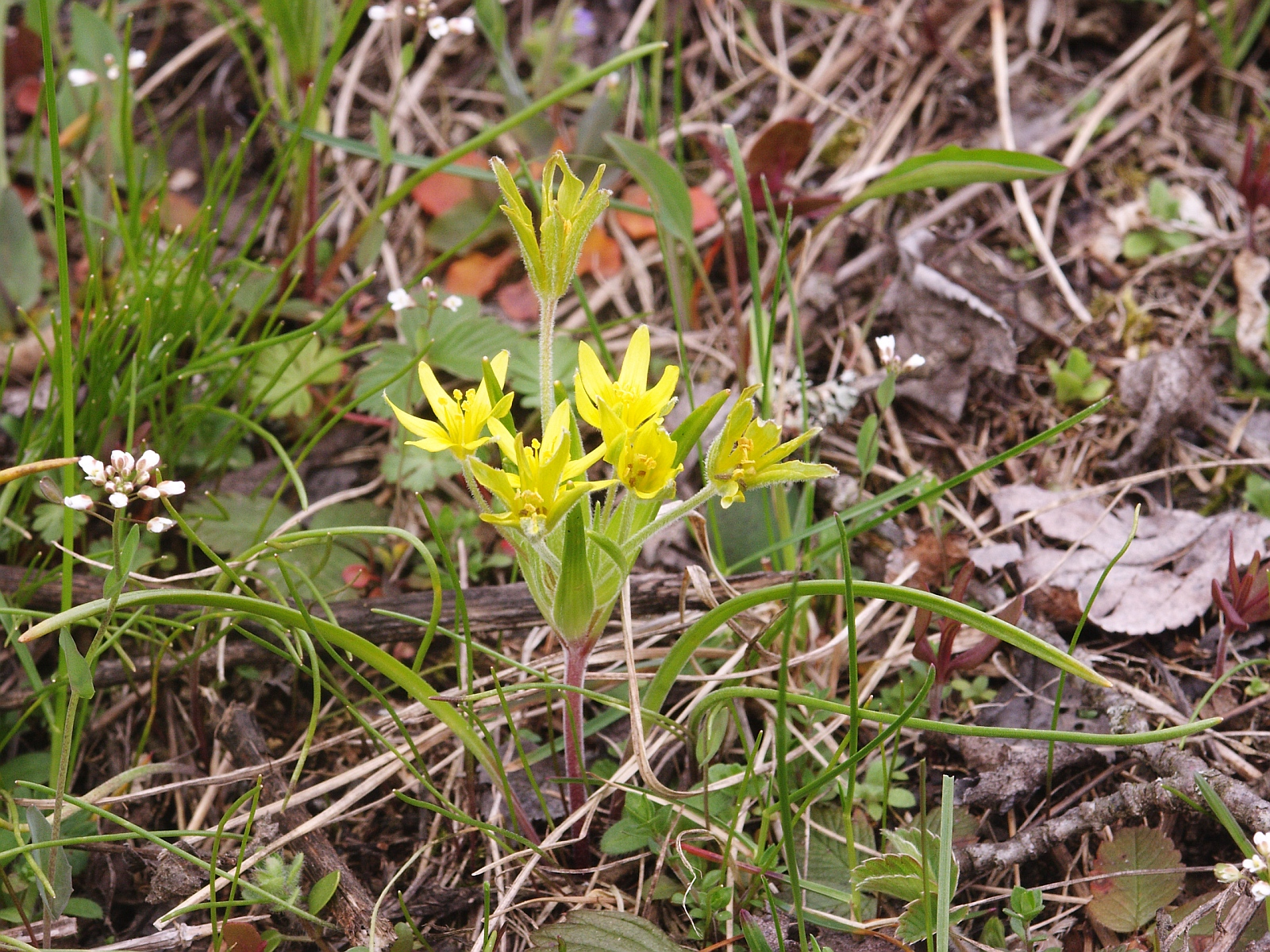
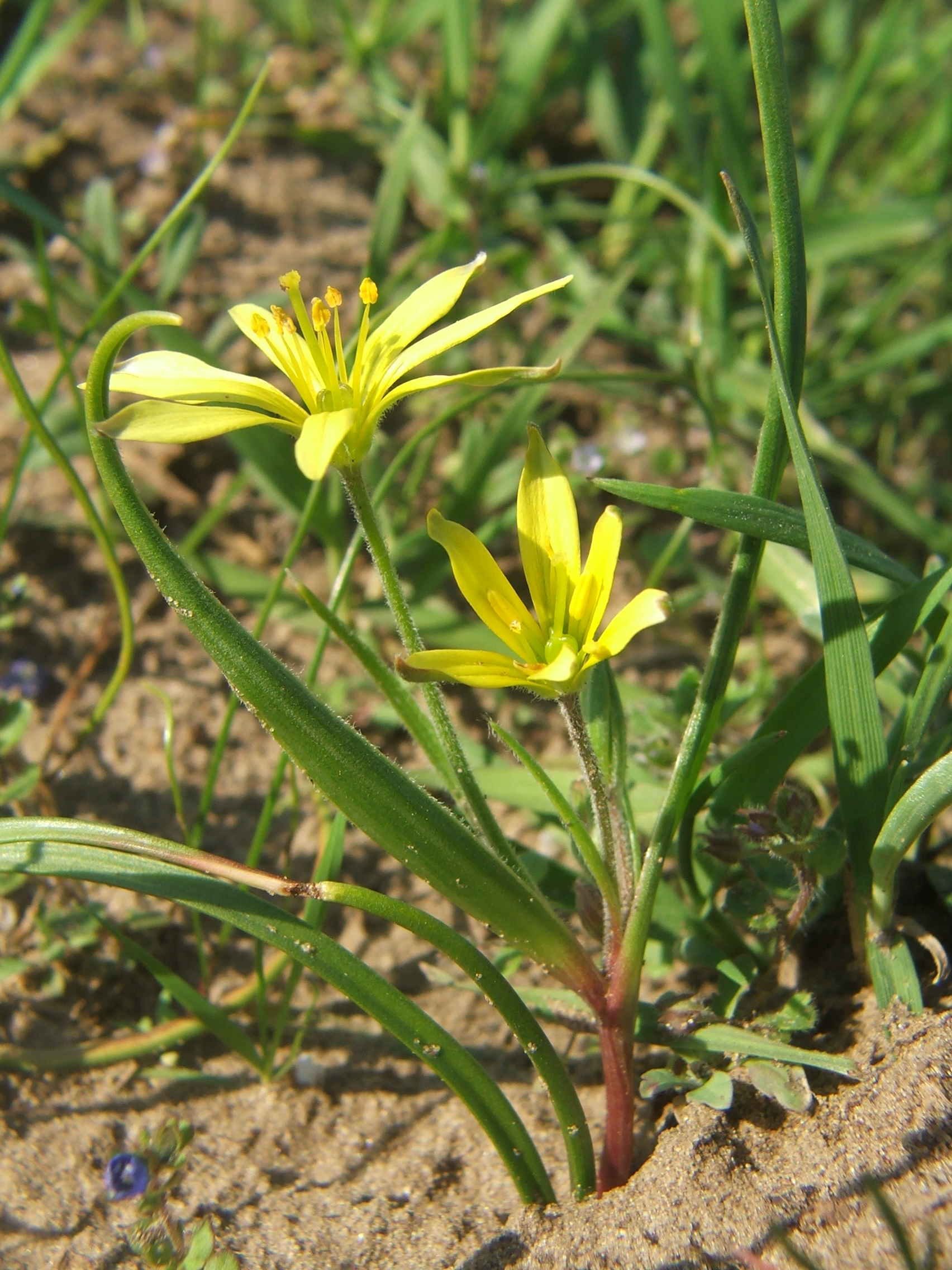
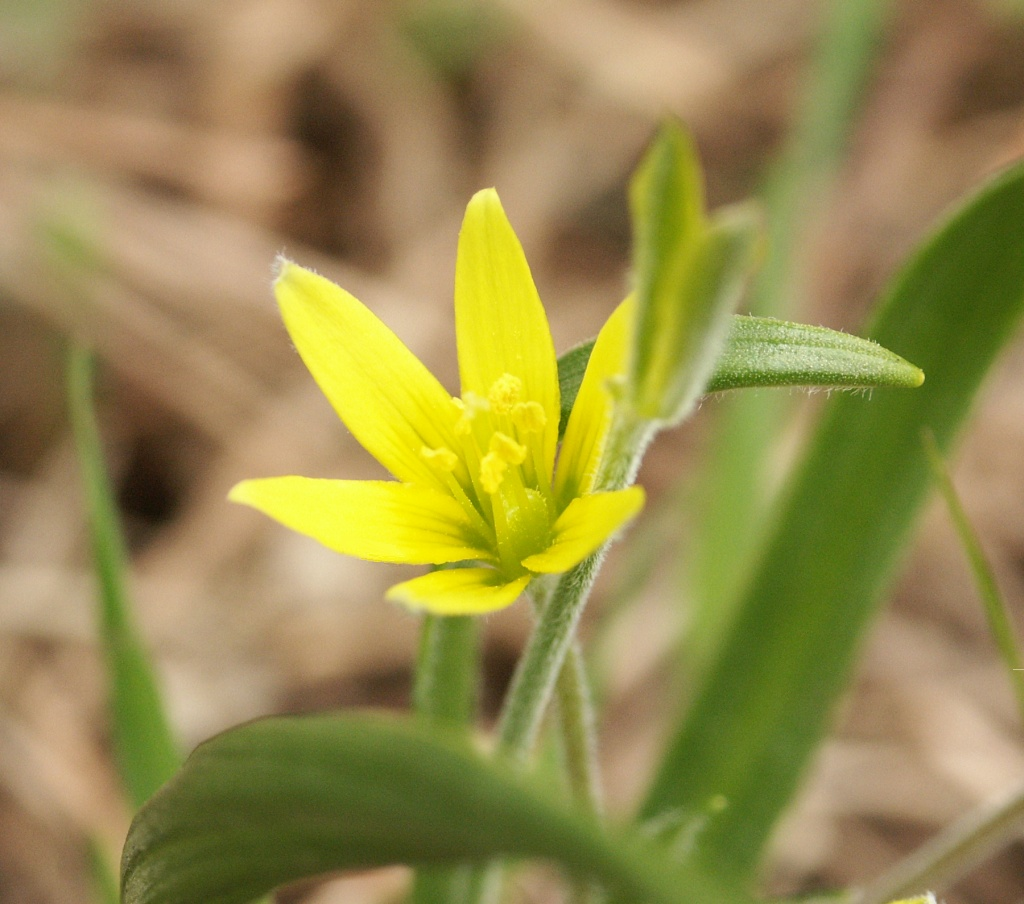